# Macrosemimimus
Macrosemimimus è un genere estinto di pesci ossei appartenente ai Semionotiformes, vissuto durante il Giurassico superiore in Europa. 

## Descrizione
Macrosemimimus si distingue da altri semionotiformi per una combinazione unica di caratteristiche anatomiche. Tra queste si includono: una porzione antorbitale dei frontali di forma peculiare, una sola coppia di ossa extrascapolari che non raggiungono la linea mediana dorsale, un anello circumborbitale aperto anteriormente, solo due ossa suborbitali, mascella priva di denti (edentula), un quadratojugale di grandi dimensioni coinvolto nell’articolazione della mandibola, quattro postcleitre, e pinne pettorali posizionate molto in basso e unite ventralmente.

## Distribuzione
Macrosemimimus, nonostante la somiglianza superficiale con i membri della famiglia Macrosemiidae (da cui il nome generico), è un rappresentante dei Callipurbeckiidae, un'altra famiglia di pesci semionotiformi vissuta tra il Triassico e il Cretaceo.
Il genere Macrosemimimus è stato descritto per la prima volta nel 2012, sulla base di fossili ritrovati in Baviera. Il genere comprende due specie: la specie tipo †Macrosemimimus fegerti, proveniente dall'arcipelago di Solnhofen in Germania, e †Macrosemimimus lennieri, descritta originariamente come Lepidotes lennieri da Sauvage nel 1893.

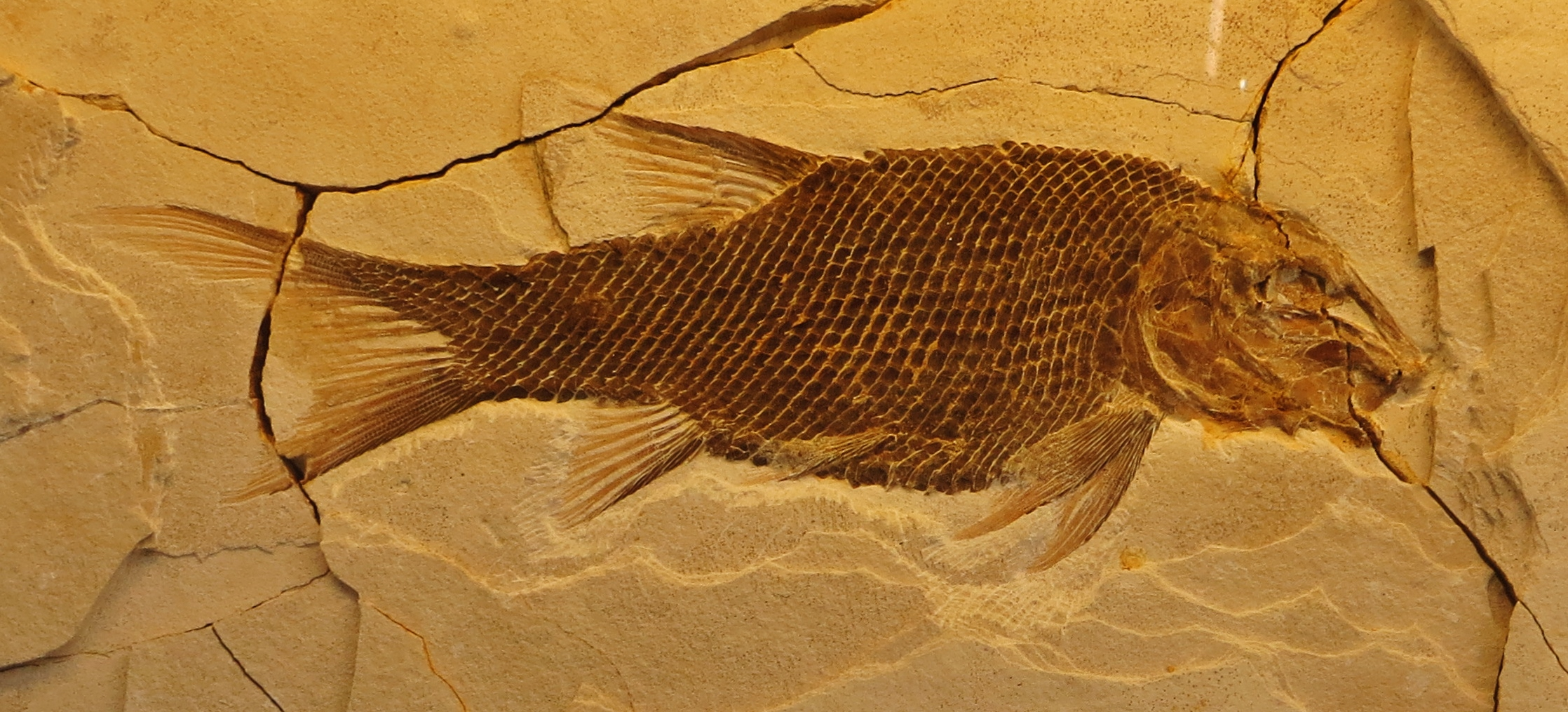
Fossile di Macrosemimimus fegerti

I fossili di Macrosemimimus sono stati ritrovati in differenti località europee del Giurassico superiore: M. fegerti è noto dal Bacino di Solnhofen, in Baviera, Germania. M. lennieri proviene dal Kimmeridgiano inferiore del Cap de la Hève, in Francia. La specie nota come Lepidotes toombsi, proveniente dal Kimmeridge Clay inferiore del Cambridgeshire (Inghilterra), è considerata un sinonimo di M. lennieri.
Le due specie si distinguono tra loro per la decorazione delle ossa craniche, la morfologia delle scaglie, la dimensione e posizione relativa delle ossa extrascapolari, l’estensione dorsale del preopercolo e il tipo di dentizione.
Alcune caratteristiche — in particolare la forma della regione antorbitale dei frontali, e la disposizione di ossa extrascapolari e suborbitali — indicano affinità con i Macrosemiidae e con specie precedentemente attribuite a Lepidotes, come Lepidotes gloriae (Oxfordiano di Cuba), Lepidotes microrhis e Lepidotes tanyrhis (Barremiano di Las Hoyas, Spagna).

## Paleobiogeografia
La presenza di Macrosemimimus in differenti aree geografiche suggerisce che i semionotiformi fossero meno sensibili ai fattori ecologici e fisici che causarono endemismi tra le faune invertebrate marine dello stesso periodo. Ciò può indicare una maggiore tolleranza ecologica o capacità di dispersione in questi pesci.